# جی‌تی (رپر)
جتاویا شاکارا جانسون (به انگلیسی: Jatavia Shakara Johnson؛ زادهٔ ۳ دسامبر ۱۹۹۲) که بیشتر نام جی‌تی شناخته می‌شود، رپر آمریکایی می‌باشد. وی با یانگ میامی در سال ۲۰۱۷ گروهٔ دونفرهٔ موسیقی هیپ هاپ سیتی گرلز را به‌وجود آورد و حرفهٔ انفرادی خود را در سال ۲۰۲۳ آغاز نمود.